# Predstava
Predstava je svako prikazivanje, izvedba scenskog djela na pozornici.
Sam pojam "predstave" odnosi se na kazališne, operne i baletne izvedbe, dok se izvođenje isključivo glazbenog djela naziva koncertom. Uz pojam predstave, veže se i pojam "predstavljanje" koje se odnosi na prikazivanje neke nove publikacije, tiskovnog ili drugog izdanja u javnosti.
Najčešće su otvorene za javnost, uglavnom uz plaćanje ulaza. Česte su i predstave dobrotvornog karaktera, kao i besplatne predstave u sklopu kulturnih manifestacija (npr. tzv. kulturna Ljeta u turističkim mjestima). Predstave kao javni nastup i kulturni događaj zahtijevaju određena pravila ponašanja.